# Razred Ščuka (Šč)
Razred Ščuka (rusko Щука, ščuka), tudi razred Šč je bil razred srednje velikih podmornic Sovjetske vojne mornarice. Podmornice razreda so bile zgrajene in uporabljane v velikem številu med veliko domovinsko vojno. Od 44 podmornic, ki so se borile v veliki domovinski vojni, jih je bilo izgubljenih 31. Skupno so potopile 27 sovražnikovih transportnih ladij in tankerjev. Za vojaške zasluge je šest podmornic prejelo naziv gardna, enajst pa je bilo odlikovanih z redom rdeče zastave.

## Zgodovina
23. januarja 1930 je Vojaški revolucionarni svet ZSSR (Revvojensovjet) predlagal koncept podmornic za »izvajanje pozicioniranja v zaprtih teatrih«. Podmornice je oblikoval Tehnični biro št. 4 pod vodstvom glavnega konstruktorja Borisa Mihajloviča Malinina. Trup podmornice je bil razdeljen na šest prekatov. Glavni značilnosti novega razreda sta bili povečani sposobnost manevriranja in sposobnost preživetja. Načrtovali so gradnjo do 200 podmornic v treh različicah, vendar je bilo zaradi izbruha velike domovinske vojne zgrajeno le 88 podmornic (serije III, V, V-bis, V-bis-2, X in X-bis). Kljub temu je bil drugi najbolj številčen razred v Sovjetski vojni mornarici za razredom Maljutka s 111 podmornicami.
Pri gradnji je sodelovalo 7 ladjedelnic – leningrajske št. 189, 190 in 194, gorkovska št. 112, nikolajevska št. 200 in vladivostoška št. 202. Podmornice so imele trimestne številke, pri čemer je prva številka označevala floto, ki ji je pripadala. Podmornice serije 100 so bile v uporabi v Tihooceanski floti, serije 200 v Črnomorski floti, serije 300 v Baltski floti in serije 400 v Severni floti. Zadnje podmornice so bile upokojene sredi 1950. let, dve pa sta bili predani Kitajski vojni mornarici in sta postali osnova podmorniške flote Kitajske vojne mornarice.

## Enote

### Tihooceanska flota
- Šč-101
- Šč-102
- Šč-103 (izgubljena 4. novembra 1935)
- Šč-104
- Šč-105
- Šč-106
- Šč-107
- Šč-108
- Šč-109
- Šč-110
- Šč-111
- Šč-112
- Šč-113
- Šč-114
- Šč-115
- Šč-116
- Šč-117 (izgubljena 15. decembra 1952)
- Šč-118
- Šč-119
- Šč-120
- Šč-121
- Šč-122
- Šč-123
- Šč-124
- Šč-125
- Šč-126
- Šč-127
- Šč-128
- Šč-129
- Šč-130
- Šč-131
- Šč-132
- Šč-133
- Šč-134
- Šč-135
- Šč-136
- Šč-137
- Šč-138 (izgubljena 18. julija 1942)
- Šč-139

### Črnomorska flota
- Šč-201
- Šč-202
- Šč-203 (izgubljena 26. avgusta 1943)
- Šč-204 (izgubljena 6. decembra 1941)
- Šč-205
- Šč-206 (9. julija 1941 jo je potopila skupina romunskih vojnih ladij: torpedni čoln Năluca, artilerijski čoln Stihi Eugen in tri motorni torpedni čolni)[2]
- Šč-207 (izgubljena 26. avgusta 1943)
- Šč-208 (potopljena 26. avgusta 1942 zaradi mine, ki sta jo položili romunski ladji Amiral Murgescu in Dacia)[3]
- Šč-209
- Šč-210 (potopljena 12. marca 1942 pred rtom Šabla zaradi mine v romunskem minskem polju S-15,[4] ki so ga položili romunski polagalci min Amiral Murgescu, Regele Carol I in Dacia)[5]
- Šč-211 (potopljena 16. novembra 1941 zaradi mine, ki sta jo položili romunska polagalca min Amiral Murgescu in Dacia)[6]
- Šč-212 (potopljena 11. decembra 1942 blizu Kačjega otoka zaradi romunskega minskega polja,[7] ki so ga položili romunski polagalci min Amiral Murgescu, Regele Carol I in Dacia)[8]
- Šč-213 (potopljena 14. oktobra 1942 pred Konstanco zaradi mine[9] v minskem polju, ki so ga položili romunski polagalci min Amiral Murgescu, Regele Carol I  in Aurora;[10] razbitina odkrita 13. septembra 2010)
- Šč-214 (izgubljena 19. junija 1942)
- Šč-215
- Šč-216 (izgubljena 17. februar 1944; razbitina odkrita julija 2013)

### Baltska flota
- Šč-301 (izgubljena 28. avgusta 1941)
- Šč-302 (izgubljena oktobra 1942)
- Šč-303[11]
- Šč-304 (izgubljena novembra 1942)
- Šč-305 (izgubljena 5. novembra 1942)
- Šč-306 (izgubljena 12. novembra 1942)
- Šč-307
- Šč-308 (izgubljena 26. oktobra 1942)
- Šč-309
- Šč-310
- Šč-311 (izgubljena 12. oktobra 1942)
- Šč-315
- Šč-317 (izgubljena 15. julija 1942)
- Šč-318
- Šč-319 (izgubljena 29. septembra 1941)
- Šč-320 (izgubljena 27. oktobra 1942)
- Šč-322 (izgubljena 11. oktobra 1941)
- Šč-323 (izgubljena 1. maja 1943)
- Šč-324 (izgubljena 5. novembra 1941)

### Severna flota
- Šč-401 (izgubljena 23. aprila 1942)
- Šč-402 (izgubljena 21. septembra 1944)
- Šč-403 (izgubljena 2. oktobra 1943)
- Šč-404
- Šč-405 (izgubljena 13. julija 1942)
- Šč-406 (izgubljena 29. maja 1943)
- Šč-407
- Šč-408 (izgubljena 25. maja1943)
- Šč-411
- Šč-413 (razrezana pred koncem gradnje julija 1941)
- Šč-414 (razrezana pred koncem gradnje julija 1941)
- Šč-421 (izgubljena 9. aprila 1942)
- Šč-422 (izgubljena 5. julija 1943)
- Šč-424 (izgubljena 20. oktobra 1939)

## Vir
- Budzbon, Przemysław; Radziemski, Jan (2020). »The Beginnings of Soviet Naval Power«.  V Jordan, John (ur.). Warship 2020. Oxford, UK: Osprey. str. 82–101. ISBN 978-1-4728-4071-4.